# Hysterochelifer meridianus
Hysterochelifer meridianus es una especie de arácnido del orden Pseudoscorpionida de la familia Cheliferidae.

## Distribución geográfica
Se encuentra en Europa y en Uzbekistán.